# Little Wittenham
Little Wittenham est une paroisse civile et un village de l'Oxfordshire, en Angleterre.